# Charles Polk
Charles Polk, född 15 november 1788 i Sussex County i Delaware, död 27 oktober 1857 i Kent County i Delaware, var en amerikansk politiker. Han var Delawares guvernör 1827–1830 och 1836–1837. President James K. Polk var en avlägsen släkting till Charles Polk.
Polk efterträdde 1827 Samuel Paynter som guvernör och efterträddes 1830 av David Hazzard. Caleb P. Bennett avled 1836 i ämbetet och Polk tillträdde på nytt som guvernör. Han efterträddes 1837 av Cornelius P. Comegys.